# Hotel Hollenden
El Hotel Hollenden era un hotel de lujo en el centro de Cleveland, Ohio (Estados Unidos). Se inauguró en 1885, se mejoró significativamente en 1926 y se demolió en 1962. Durante la existencia del hotel, contuvo 1000 habitaciones, 100 baños privados, un lujoso interior, luces eléctricas y construcción a prueba de fuego. Como el hotel más glamoroso de Cleveland de la época, recibió a industriales, celebridades y políticos, incluidos cinco presidentes de Estados Unidos. El rascacielos Fifth Third Center ocupa actualmente la antigua ubicación del hotel.

## Historia
Liberty E. Holden, inversionista de bienes raíces y propietario de The Plain Dealer, compró el terreno a Philo Chamberlain y creó una corporación para construir el hotel; contrató al arquitecto de Cleveland George F. Hammond para diseñarlo. Seleccionó el nombre Hollenden, una forma inglesa temprana del nombre Holden. Cuando el hotel abrió sus puertas el 7 de junio de 1885, fue considerado una maravilla tecnológica porque todas las habitaciones estaban equipadas con luz eléctrica y el edificio estaba ignifugado. Agregando al glamour del hotel, contenía 1.000 habitaciones, 100 baños privados, un teatro, barbería junto con varios bares y clubes. El hotel albergó a residentes permanentes y temporales. Los interiores del hotel consistían en paredes con paneles, accesorios de madera de secuoya y caoba y estaban rematados con candelabros de cristal.
Durante la historia del hotel, tuvo la reputación de hospedar a celebridades, gigantes industriales y varios políticos, incluidos los expresidentes de Estados Unidos McKinley, Theodore Roosevelt, Taft, Wilson y Harding. Albert Einstein se hospedó allí en 1921 en su primera visita a los Estados Unidos. En particular, los políticos hicieron del comedor un lugar popular para reuniones. En 1929, el hotel acogió una cena para el príncipe Nicolás de Rumania y en 1960 fue el lugar de un discurso del entonces senador estadounidense John F. Kennedy.
En la década de 1920, fue comprado por el inversionista inmobiliario de Detroit, Ben Tobin. Se construyó un anexo de 5 millones en el lado este del hotel en 1926, mientras se modernizaba el hotel original. A partir de ahí, el hotel pasaría por varios dueños hasta que su último dueño, la 600 Superior Corp, lo compró en 1960. La 600 Superior Corp no tuvo mucho éxito al beneficiarse del hotel, ya que ahora solo 350 de las 1000 habitaciones se usaban comúnmente. En 1962, solo dos años después de comprar el hotel, los propietarios cerraron el hotel y lo demolieron.
Posteriormente, 600 Superior Corp junto con el desarrollador James M. Carney construyeron un nuevo hotel, el Hollenden House de 14 pisos y 400 habitaciones. El nuevo hotel con estacionamiento fue inaugurado el 1 de marzo de 1965. Las malas condiciones económicas en Cleveland durante la década de 1980 sellaron el destino de la Casa Hollenden y cerró en mayo de 1989. Más tarde, en 1989, la Casa Hollenden fue demolida y poco después, el desarrollador John Galbreath compró el sitio e hizo construir el Bank One Center, ahora conocido como Fifth Third Center, en 1992.

## Secuestro de Willie Whitla
El 18 de marzo de 1909, Willie Whitla, hijo de 8 años de edad de un destacado abogado de Sharon fue secuestrado por un rescate de 10 000 dólares. Después de que se entregó el dinero, el niño fue liberado ileso y subido a un tranvía en Cleveland y reunido con su padre en el Hollenden. Los secuestradores fueron atrapados con 9790 dólares.

## Galería

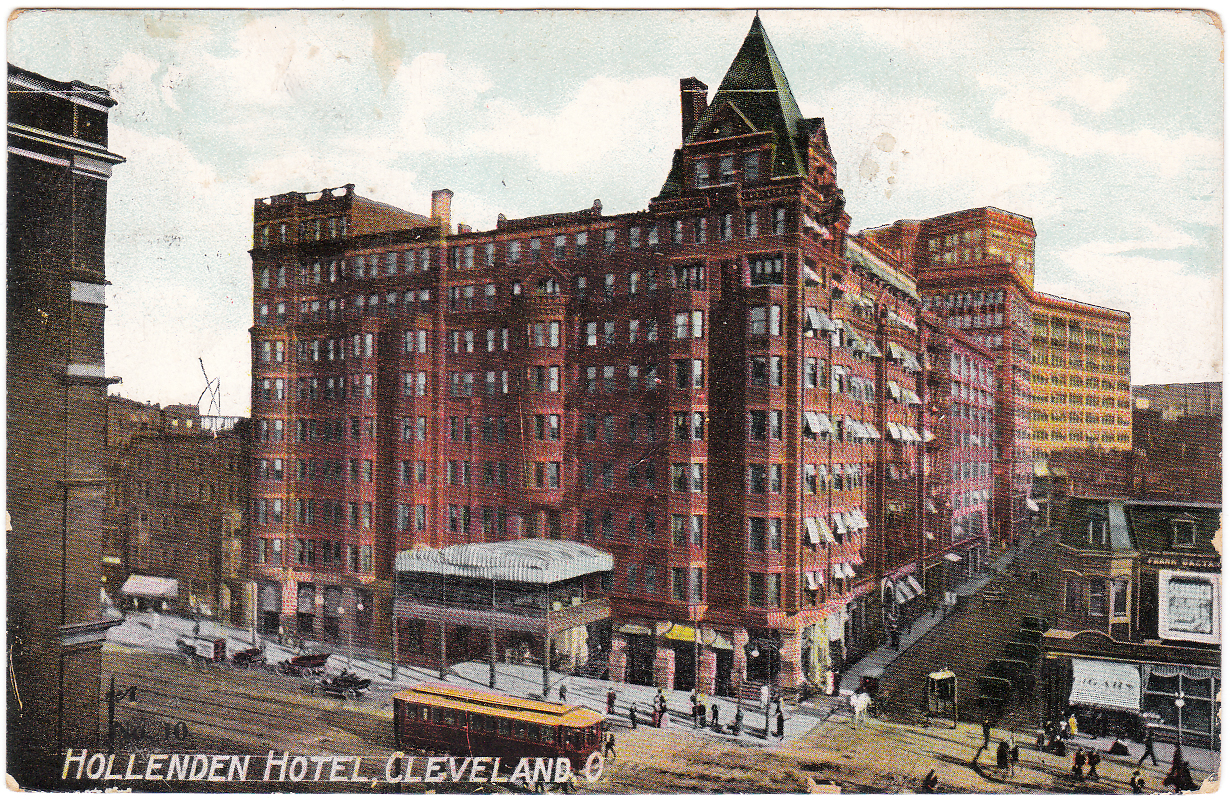
El Hotel Hollenden en una postal de 1909
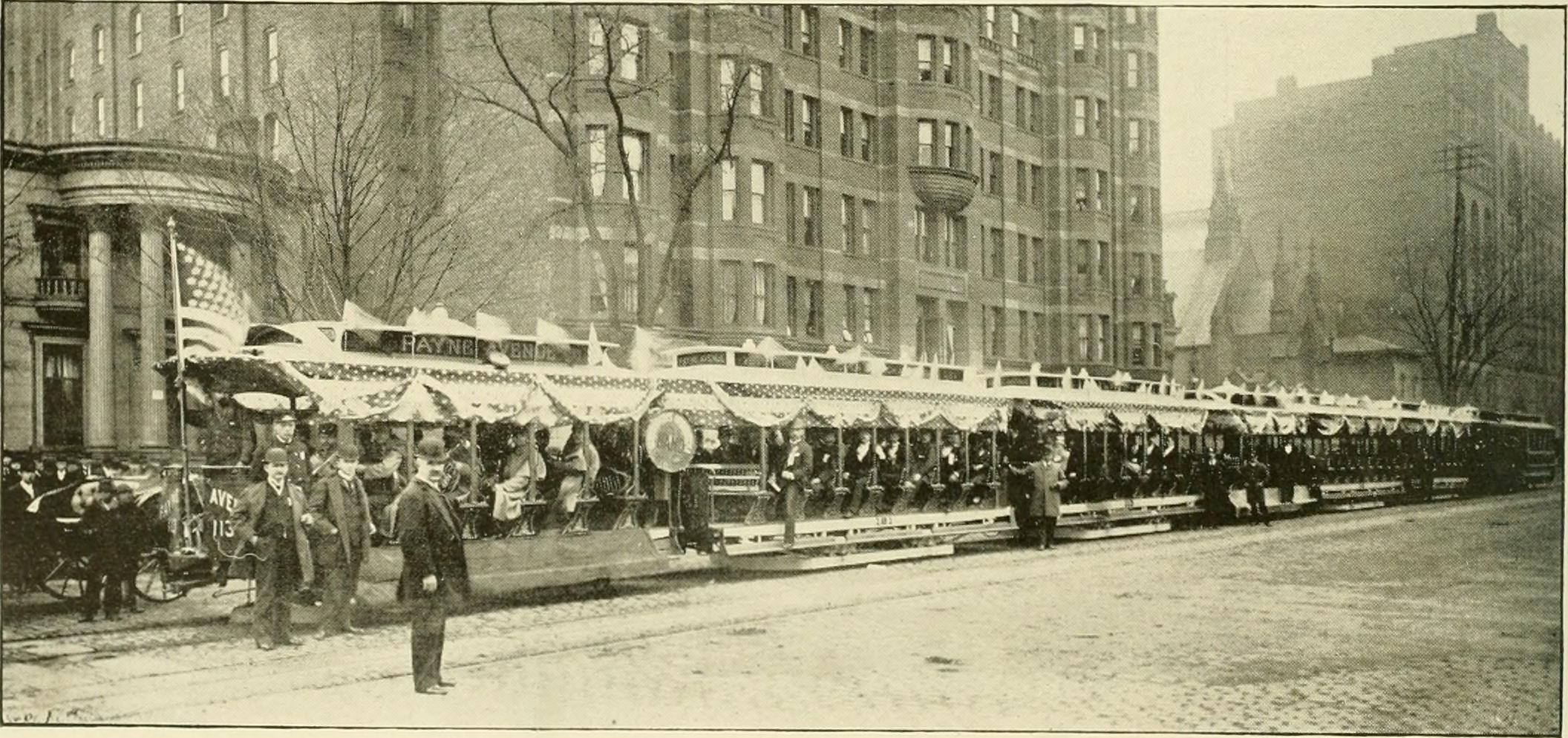
Tranvías frente al hotel en 1891